# Lappbach
Der Lappbach ist ein Bach in der Gemeinde St. Jakob in Defereggen (Bezirk Lienz). Der Bach entspringt nördlich des Gsieser Törls in den Villgratner Bergen und mündet bei Rinderschinken in die Schwarzach.

## Verlauf
Der Lappbach entspringt unterhalb des Gsieser Törls (2205 m) in einem Hochtal der Villgrater Berge zwischen dem Deferegger Pfannhorn im Westen und dem Plankfeld im Osten. Er fließt in der Folge in nördlicher Richtung durch alpines Gelände, wobei er kleinere Quellbäche aufnimmt. In rund 1950 Metern Seehöhe beginnt der Lappbach in einer Kurve nach Osten abzubiegen, wo er durch bewaldetes Gebiet sowie südlich an der Lappachalm vorbeifließt. Danach mündet in rund 1630 Metern Seehöhe rechtsseitig der von Süden kommende Blindisbach ein, der ein Einzugsgebiet von 1,6 m² aufweist. Nach der Einmündung fließt der Lappbach in nordöstlicher Richtung weiter, bis er ins Defereggental eintritt. Hier passiert er kurz vor der Mündung östlich die Siedlung Pötsch und mündet kurz darauf westlich von Rinderschinken in die Schwarzach.